# 佐久川ひとみ
佐久川 ひとみ（さくがわ ひとみ、1977年7月21日 - ）は、沖縄県出身の女子ハンドボール選手。右サイド。左利き。
一卵双生児の妹であり、姉の佐久川かおりも日本リーグの選手として活躍していた。

## 来歴・人物
沖縄県立浦添高等学校から大崎電気に入社。しかし2000年に女子ハンドボール部が廃部になったため、オムロンピンディーズへ移籍。主将を務めプレーオフ進出に貢献し、2001年以降6年連続ベストセブンに選ばれる。2004年には殊勲選手賞とシュート率賞も合わせた個人3冠を獲得。2005年には遂にチームを8年ぶり11回目の優勝に導いた。
オムロンに在籍していた2003年1月26日、日本ハンドボールリーグ300得点を、2005年3月5日、400得点を、2007年1月20日500得点を、2008年10月18日、600得点を達成した。
2009年、韓国リーグの大邱(テグ)広域市庁へ移籍。
2012年、富士大学入学。